# Omoa (Cortés)
Omoa é uma cidade hondurenha do departamento de Cortés.